# Im Eiländchen
Koordinaten: 51° 2′ 59″ N, 5° 55′ 17″ O

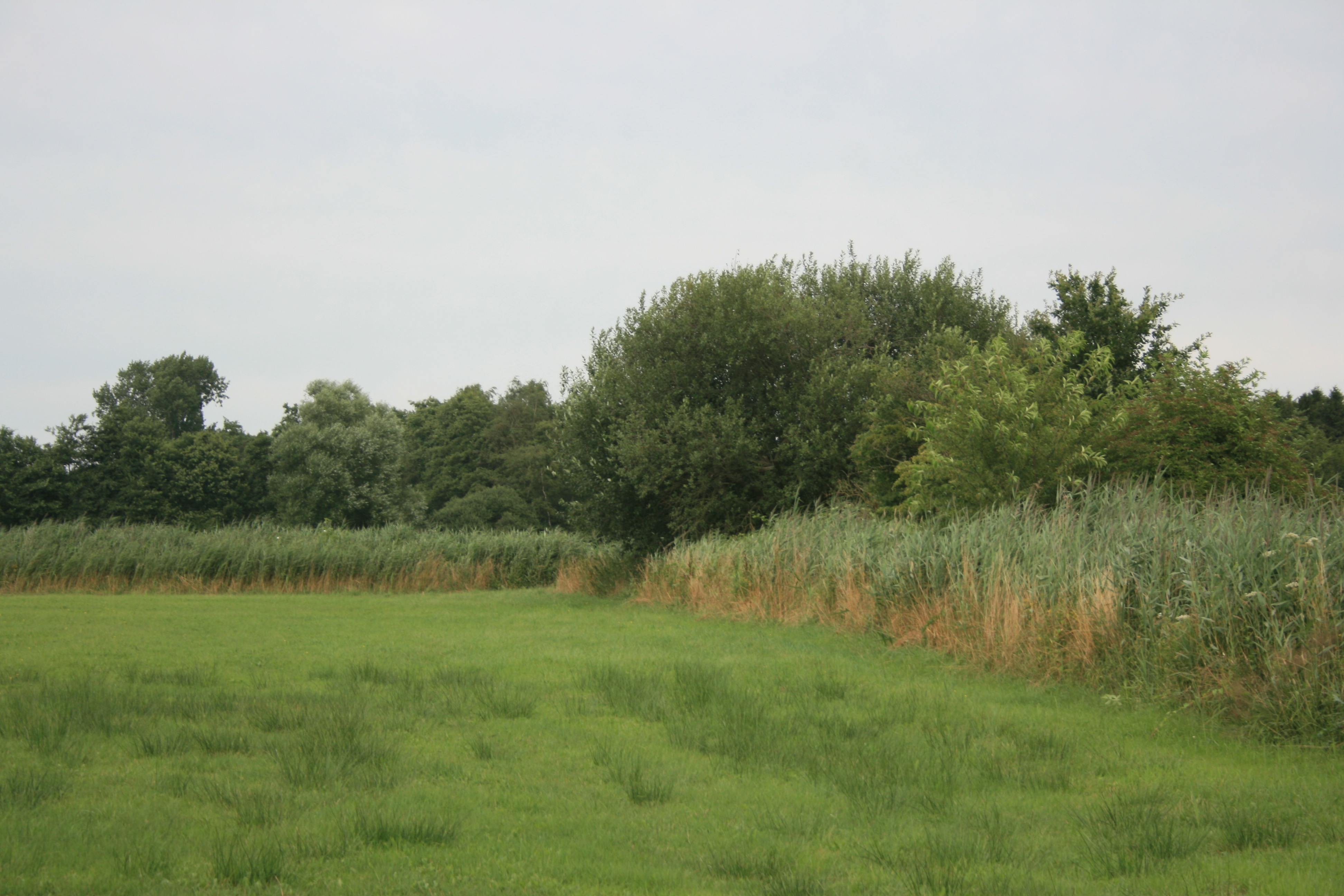
Naturschutzgebiet Im Eiländchen (Juli 2013)

Das Naturschutzgebiet Im Eiländchen liegt auf dem Gebiet der Gemeinde Selfkant im Kreis Heinsberg in Nordrhein-Westfalen.
Das Gebiet erstreckt sich nördlich von Schalbruch. Westlich, nördlich und östlich verläuft die Staatsgrenze zu den Niederlanden und südlich die Kreisstraße K 2. Südwestlich des Gebietes erstreckt sich das 32,2 ha große Naturschutzgebiet Hohbruch.

## Bedeutung
Das etwa 44,4 ha große Gebiet wurde im Jahr 1980 unter der Schlüsselnummer HS-003 unter Naturschutz gestellt. Schutzziele sind die Erhaltung und Wiederherstellung von artenreichen Lebensgemeinschaften der Feuchtgebiete, insbesondere der Schilfbestände und extensiv genutzter Grünlandgesellschaften mit ihren seltenen und gefährdeten Insekten-, Amphibien- und Vogelarten.